# 仲資王記
仲資王記（なかすけおうき）は、平安時代末期・鎌倉時代前期の神祇伯・仲資王（源仲資）の日記。

## 概要
1177年（治承元年）・1189年（文治5年）・1194年（建久5年）・1204年（元久元年）・1206年（建永元年）・1207年（承元元年）・1211年（建暦元年）・1213年（建保元年）分の8年分計8巻が現存する。
当時の神祇官および神祇官の官衙領に関する記事が多数残されている。